# Mesquita do Profeta
Mesquita do Profeta (em árabe: ٱلْـمَـسْـجِـدُ ٱلـنَّـبَـوِيّ; romaniz.: al-Masjid an-Nabawī) é uma mesquita estabelecida e originalmente construída pelo profeta islâmico Maomé, situada na cidade de Medina da região de Hejaz, na Arábia Saudita. Foi a terceira mesquita construída ao longo da história do Islão, e é actualmente uma das maiores mesquitas do mundo. É o segundo local mais sagrado do Islão, depois da Grande Mesquita de Meca. Está aberta todo o ano, 24 horas por dia, sete dias por semana.
O local localizava-se originalmente adjacente à casa de Maomé; ele instalou-se naquele local depois da sua migração de Meca para Medina em 622. Ele também participou no trabalho pesado que envolveu a construção da mesquita; a original era um edifício "ao ar livre", e servia como centro comunitário, tribunal e escola religiosa. Havia também uma plataforma elevada para as pessoas que ensinavam o Corão. Os líderes islâmicos que mais tarde sucederam continuaram a expandir e a decorar a mesquita. Em 1904, tornou-se o primeiro local da Península Arábia a ser equipado com iluminação eléctrica. A mesquita está sob o controlo da Custódia das Duas Mesquitas Sagradas. A mesquita está localizada naquele que era o centro tradicional de Medina, com muitos hotéis e mercados nas suas imediações, e é um grande destino de peregrinações. Muitos peregrinos que fazem o Haje vão até Medina para visitar a mesquita, dada a sua ligação a Maomé.
Depois da expansão durante o reinado do califa Ualide I, passou também a ser o local de descanso final de Maomé e dos dois primeiros califas do Califado Ortodoxo, Abacar e Omar. Uma das características mais notáveis do local é a cúpula verde no canto sudeste da mesquita, originalmente a casa de Aixa, onde o túmulo de Maomé se encontra. Em 1279, uma cúpula de madeira foi construída por cima do túmulo, e mais tarde foi re-construída múltiplas vezes no século XV e uma vez em 1817. A actual cúpula foi adicionada em 1818 pelo sultão otomano Mamude II (r. 1808–1839), e foi pintada de verde pela primeira vez em 1837, daí a cúpula ser conhecida como a "Cúpula Verde".

## História

### Período inicial
A mesquita foi construída pelo profeta Maomé em 622, depois da sua chegada à cidade de Medina.[carece de fontes?] Viajando em cima de um camelo chamado Qaswa ele chegou ao local onde a mesquita seria construída. A terra pertencia a Sahal e Suhayl, um local usado parcialmente para a secagem de tamareiras, e numa das pontas o local havia sido anteriormente usado como local de enterro. Recusando aceitar esta terra como um presente, ele comprou a terra e levou sete meses a construir a mesquita. Ela media 30,5 metros por 35,62. O telhado, que era suportado por madeira de palmeiras, foi feito a partir de folhas de palmeira e barro, e ficava a uma altura de 3.6 metros. As três portas da mesquita eram Bab-al-Rahmah a sul, Bab-al-Jibril a oeste e Babal-Nisa a leste.
Depois da Batalha de Caibar, a mesquita foi alargada. A mesquita passou a medir 47,32 metros de cada um dos lados e três filas de colunas foram construídas ao lado a parede ocidental, que se tornaram depois num local de reza. A mesquita permaneceu inalterada durante o reino do califa ortodoxo Abacar. O segundo califa Omar mandou demolir todas as casas à volta da mesquita à excepção da casa das mulheres de Maomé de modo a poder expandir o edifício. A nova mesquita passou a ter 57.49 metros por 66.14. Tijolos de lama secados ao sol foram usados para construir as paredes que envolviam a mesquita. Além de se espalhar seixos no chão, o telhado foi elevado para 5.6 metros. Omar também mandou construir mais três portões para se poder entrar na mesquita, e também adicionou o Al-Butayha para as pessoas poderem recitar poesia.
O terceiro califa Otomão demoliu a mesquita em 649. Dez meses foram então dedicados à construção de um edifício com uma forma rectangular cuja face ficaria virada em direcção à Caaba, em Meca. A nova mesquita media 81.40 metros por 62.58. O número de portões e os respectivos nomes continuaram iguais, e uma parede exterior foi feita de pedra. As colunas feitas com madeira de palmeira foram substituídas por colunas de pedra interligadas com ferro. Para a construção do tecto, foi usada madeira de teca.

### Até oséculo XIX
Em 707, o califa omíada Ualide I (r. 705–715) renovou a mesquita. Os trabalhos levaram três anos a serem concluídos, e além de materiais locais, foram também encomendados materiais do Império Bizantino. A área da mesquita foi aumentada de 5094 metros quadrados do tempo de Otomão para 8672 metros quadrados. Uma parede foi construída para segregar a mesquita e as casas das mulheres do profeta Maomé. A mesquita foi re-construída numa forma trapezoide com um comprimento de 101.76 metros. Pela primeira fez pórticos foram construídos, conectando a parte norte da estrutura com o santuário. Pela primeira vez, minaretes foram construídos em Medina, e quatro foram construídos à volta da mesquita.

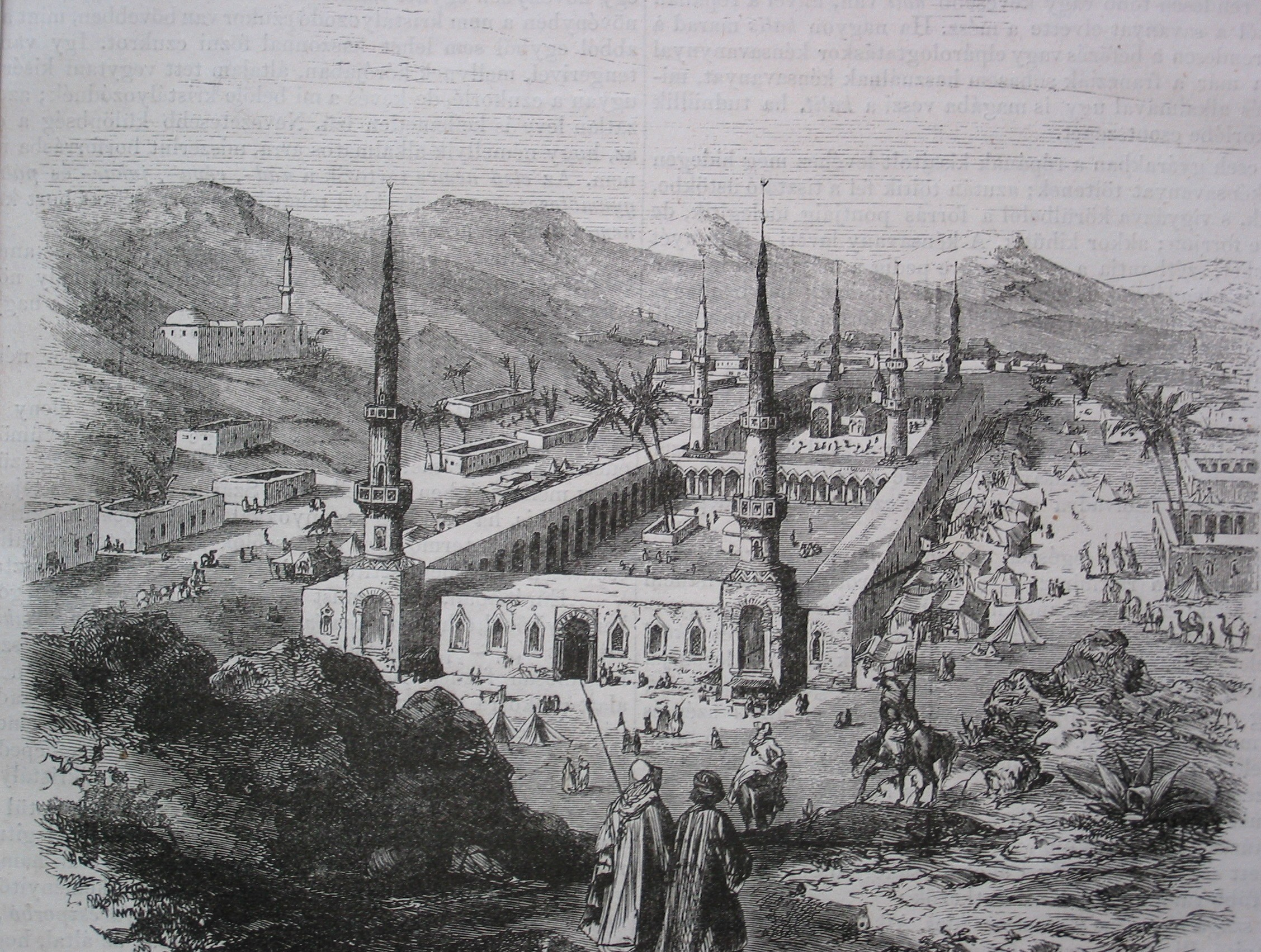
Mesquita do Profeta durante a era otomana, no século XIX

O califa abássida Almadi (r. 775–785) aumentou a mesquita na parte norte em 50 metros. O seu nome também foi inscrito nas paredes da mesquita, e ele planeou remover os seus degraus do mimbar, contudo abandonou esta ideia, dado que causaria danos à madeira na qual o mimbar era construído. De acordo com uma inscrição de ibne Cutaiba, o terceiro califa Almamune (r. 813–833) realizou "trabalhos não especificados" na mesquita. Mutavaquil (r. 847–861) adicionou mármore ao túmulo do profeta Maomé. Em 1476, Al-Ashraf Qansuh al-Ghawri mandou construir uma cúpula por cima do túmulo do profeta.
O Rawdah (referido como al-Rawdah al-Mutaharah), coberto pela cúpula do canto sudeste da mesquita, foi construído em 1817 durante o reinado do sultão Mamude II (r. 1808–1839). A cúpula foi pintada de verde em 1837 e tornou-se conhecida como a "cúpula verde".
O sultão Abdul Mejide I (r. 1839–1861) levou treze anos a reconstruir a mesquita, um trabalho que começou em 1849. Tijolos vermelhos foram usados como o principal material na reconstrução da mesquita, e a área da mesquita foi aumentada em 1293 metros quadrados. Nas paredes, versos do Corão foram inscritos em caligrafia islâmica. Na parte norte da mesquita, uma madraça foi construída para "ensinar lições sobre o Corão".

### Sauditas
Quando Saúde ibne Abdalazize tomou Medina em 1905, os seus seguidores, os uaabitas, demoliram quase todas as cúpulas de túmulos para prevenir a sua veneração, e a cúpula verde diz-se que esteve muito perto de ter o mesmo destino. Eles consideravam a veneração de túmulos e locais que se dizia terem poderes super-naturais como uma ofensa contra a tawhid. O túmulo do profeta Maomé deixou de ter ouro e outros ornamentos valiosos, mas a cúpula foi preservada depois de uma tentativa de demolir a sua estrutura endurecida ou porque algum tempo antes Maomé ibne Abdal Uaabe havia escrito que ele não desejava que a cúpula fosse destruída apesar da sua própria aversão às pessoas que rezavam dentro do túmulo. Eventos similares tiveram lugar em 1925 quando os sauditas icuãs retomaram—e desta vez conseguiram manter—a cidade.

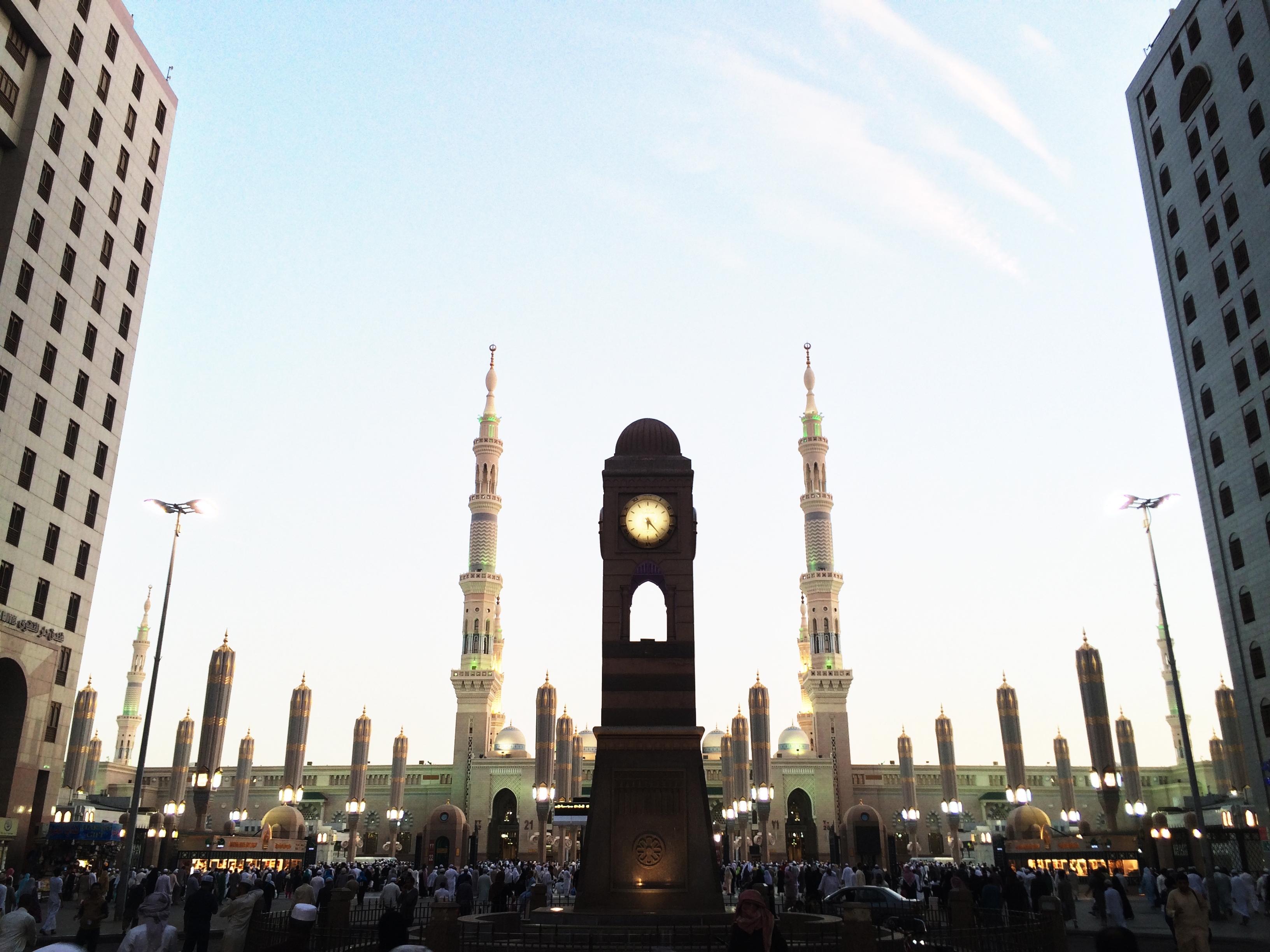
Vista do portão da Mesquita do Profeta

Depois da fundação do Reino da Arábia Saudita em 1932, a mesquita passou por uma fase de grandes modificações. Em 1951, o rei ibne Saúde ordenou uma série de demolições à volta da mesquita para abrir espaço para a construção de novas alas a oeste e a leste do salão de reza, que consistia em colunas de cimento com arcos. As colunas mais velhas foram reforçadas com cimento e equipadas com anéis de cobre no topo. Os minaretes de Suleimão (Suleymaniyya) e Mejide (Majidiyya) foram substituídos por dois minaretes no estilo do revivalismo mameluco. Mais dois minaretes foram construídos a nordeste e a noroeste da mesquita. Uma biblioteca também foi construída junto à parede ocidental para albergar exemplares históricos do Corão e outros textos religiosos.
Em 1974, o rei Faiçal adicionou 40 440 metros quadrados à mesquita. A área da mesquita foi também expandida durante o reinado do rei Fade em 1985. tratores de esteira foram usados para demolir edifícios à volta da mesquita.[carece de fontes?] Em 1992, quando a obre ficou completa, a área da mesquita passou a ser de 1.7 milhões de metros quadrados. Escadas rolantes e 27 pátios estavam entre as coisas que foram adicionadas à mesquita.
Um projecto de 6 biliões para aumentar a área da mesquita foi anunciado em setembro de 2012. O RT reportou que depois de finalizado o trabalho, a mesquita seria capaz de acomodar 1,6 milhões de pessoas. Em março do ano seguinte, o Saudi Gazette escreveu que "95% do trabalho de demolição já estava realizado. Cerca de 10 hotéis no lado oriental do local da expansão foram totalmente demolidos, além de uma série de casas e outros edifícios utilitários, de modo a abrir caminho para a expansão."

## Arquitectura
A mesquita tem um plano rectangular. O salão de reza otomano localiza-se na zona sul da mesquita. Tem um telhado plano com 27 cúpulas em bases quadradas. Buracos na base de cada uma das cúpulas permite que a luz natural ilumine o interior do edifício. O telhado também pode ser usado para rezar em alturas de grande afluência de pessoas, sendo possível retirar as cúpulas que estão assentes num dispositivo de metal, o que aumenta a iluminação no interior. Nestas alturas, o pátio da mesquita otomana é também equipado com guarda-sois suportados pelas colunas ali existentes. O telhado é acessado por escadas e escadas rolantes. A área pavimentada à volta da mesquita é também usada para rezar, podendo estar equipado com guarda-sois e tendas. As cúpulas removíveis e os guarda-sois foram desenhados pelo arquitecto alemão Mahmoud Bodo Rasch, pela sua forma SL Rasch GmBH e por Buro Happold.

### Rawdah
O Rawḍah (em árabe: رَوْضَـة, literalmente "jardim") é uma área entre o mimbar e o túmulo de Maomé. É considerado como um dos riyāḍ al-Jannah (em árabe: رِيَـاض الْـجَـنَّـة, jardins do paraíso). Uma carpete verde distingue a área do resto da mesquita, que está coberta com uma carpete vermelha. Os peregrinos tentam visitar a área, pelo que existe uma tradição de que as súplicas das pessoas, se realizadas ali, nunca serão rejeitadas; contudo, o acesso à área nem sempre é possível, especialmente durante a altura do Haje, pois o espaço só consegue acomodar algumas centenas de pessoas de cada vez.[carece de fontes?]

### Cúpula Verde

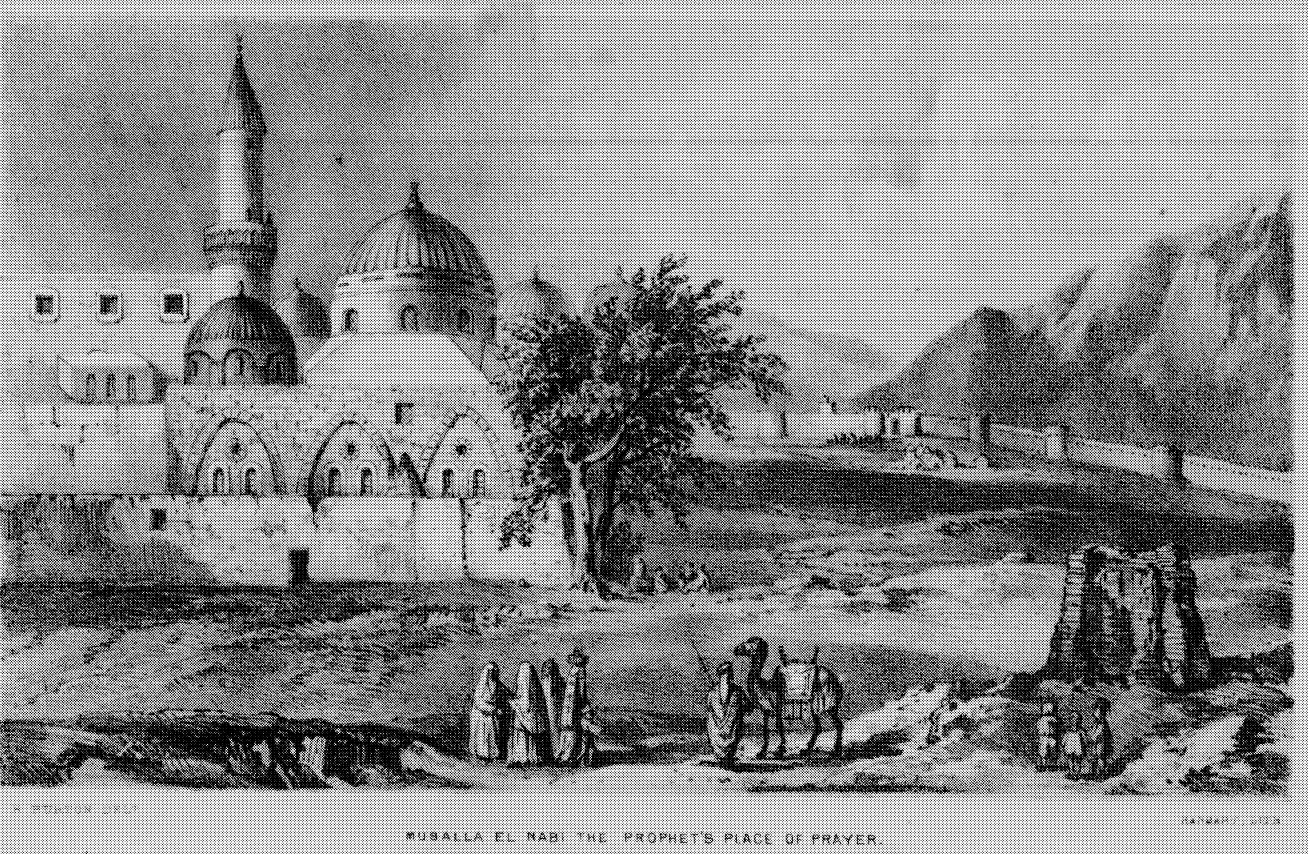
A Cúpula Verde, na obra Pilgrimage de Richard Francis Burton, ca. 1850

Na câmara adjacente ao Rawdah encontra-se o túmulo do profeta Maomé e de dois dos seus companheiros, sogòos e califas, Abacar e Omar. Um quarto túmulo está reservado a Issa (em árabe: عِـيـسَى, Jesus), pïis acredita-se que ele irá regressar e será enterrado naquele local. O local é coberto pela cúpula verde, que foi construída em 1817 durante o reinado do sultão otomano Mamude II e pintada de verde em 1837.

### Mirabes
Existem dois mirabes na mesquita, um foi construído por Maomé e o outro foi construído pela terceiro califa ortodoxo Otomão. O que foi construído pelo califa era maior que o de Maomé, e assim era usado como um mirabe funcional, enquanto o de Maomé é um mirabe usado com æins comemorativos. Além dos mirabes, a mesquita tem também outros nichos com fins religiosos. Eles incluem o mirabe Fátima (em árabe: مِـحْـرَاب فَـاطِـمَـة) ou o mirabe aṫ-Ṫahajjud (em árabe: مِـحْـرَاب الـتَّـهَـجُّـد), que foi construído por Maomé para o Ṫahajjud (em árabe: تَـهَـجُّـد).

### Mimbar
O mimbar (em árabe: مِـنـۢبَـر) original usado por Maomé era feito de madeira de tamareira. Este foi substituído por ele por um outro, com as dimensões de 50 centímetros por 125. Também em 629, uma escada com três degraus foi adicionada ao mimbar. Os dois primeiros califas, Abacar e Omar, não usaram o terceiro degrau "em respeito ao profeta", contudo o terceiro califa Otomão colocou uma cobertura de tecido por cima e o resto dos degraus foram cobertos com ébano. O mimbar foi substituído por Baibars em 1395, e mais tarde por Xeique Almamudi em 1417. Este foi também substituído por um exemplar em mármore por Qaitbay no final do século XV, que em 2013 ainda era usado.

### Minaretes
O primeiro minarete foi construído a mando de Omar, e tinha 7,9 metros de altura. Em 1307 o minarete de nome Babal Salam foi adicionado por Maomé ibne Calavune, que mais tarde foi renovado por Maomé IV. Depois do projecto de renovação de 1994, havia um total de dez minaretes com uma altura de 104 metros. O topo dos minaretes é cilíndrico, a base é octogonal e a parte do meio é quadrada.